# Château de la Cour d'Angleterre
Le château de la Cour d'Angleterre est un monument historique situé à Bischheim, dans le département français du Bas-Rhin. Il sert aujourd'hui de structure sociale, accueillant et accompagnant des jeunes de l'Aide Sociale à l'Enfance.

## Établissement Éducatif et Pédagogique
Le Château d'Angleterre est aujourd'hui une structure sociale appartenant à l'association ARSEA, et plus précisément un Etablisssement Éducatif et Pédagogique (EEP). L'EEP assure depuis 1949 une mission de protection de l’enfance pour des mineurs en situation de danger. La structure peut accueillir 36 adolescents en internat, 24 en accueil de jour et accompagner 4 adolescents en placement à domicile. Ils sont âgés de 13 à 21 ans et sont confiés soit par ordonnance du juge des enfants, soit par le Service de protection de l’enfance. Il est aussi conventionné pour l’accueil de 150 Mineurs Non Accompagnés et 50 Jeunes Majeurs hébergés en appartements collectifs extérieurs.

## Localisation
Ce bâtiment est situé Rue du Château d'Angleterre à Bischheim.

## Historique
L'édifice fait l'objet d'une inscription au titre des monuments historiques depuis 1995.